# Trolejbusová doprava v Kyjevě
Provoz trolejbusové dopravy v Kyjevě byl zahájen v roce 1935, jedná se tedy o nejstarší a také největší trolejbusovou síť na Ukrajině. Jejím provozovatelem je městský podnik Kyjivpastrans (ukrajinsky Київпастранс).

## Historie
První čtyři trolejbusy typu LK-5 vyjely na první lince ze Zahorodné ulice po ulici Červonoarminské na náměstí Lva Tolstého dne 5. listopadu 1935. V průběhu následujících let byly postaveny další dvě trasy, takže v roce 1940 byly v provozu tři linky, na kterých jezdilo 47 vozů typů LK-5, JaTB-1 a JaTB-2. Od září 1941 do 6. listopadu 1944 byla kyjevská trolejbusová síť mimo provoz, částečně také byla zničena. Po válce byla obnovena a následoval mohutný rozmach, kdy bylo do roku 1960 postaveno 150 km nových tratí a vozový park, včetně typu MTB-82, se rozrostl až na 300 vozidel (dále v 70. letech dosáhl více než 700 kusů). Rovněž byly postaveny dvě nové vozovny. Od roku 1960 byly nakupovány trolejbusy československé výroby Škoda 8Tr a především od roku 1962 Škoda 9Tr, kterých bylo do roku 1981 dodáno přes 1200. V Kyjevě byly vozy 9Tr hojně spřahovány do dvojic, těchto souprav vzniklo přibližně 330.
V 80. letech navázaly na „devítky“ vozy Škoda 14Tr a kloubové 15Tr, v roce 1986 zde byl zkoušen i prototyp trolejbusového vlaku Škoda TV – 14Tr a ve druhé polovině desetiletí byly realizovány také dodávky rumunských trolejbusů ROCAR DAC E217. V průběhu 70. a 80. let byla síť tratí mírně rozšiřována (celkem 280 km tras a 30 linek), vznikla také čtvrtá vozovna, vozový park sestával přibližně z 1100 trolejbusů. V 90. letech nastala krize, část tratí byla zlikvidována (především v centru města), dopravní podnik začal stavět vlastní kloubové vozy typu Kyjiv-11 a Kyjiv-12, většinu nových vozidel však představovaly dodávky typů JUMZ-T1 a JUMZ-T2 z Dněpropetrovsku. Počet trolejbusů se ale rychle snižoval, na začátku 21. století již byl poloviční (cca 500 kusů). Od druhé poloviny 90. let do roku 2005 vzniklo také několik nových tratí. Od roku 2000 byly nakupovány první nízkopodlažní vozy běloruské produkce MAZ-103T, od roku 2006 je vozový park obměňován nízkopodlažními trolejbusy domácí provenience typů ElektroLAZ-12, ElektroLAZ-20, Bogdan T701.10 a Bogdan T.901.10. Na konci roku 2010 bylo k dispozici 533 vozidel, které jezdily na 42 linkách o celkové délce téměř 500 km.